# Kanchanaburi

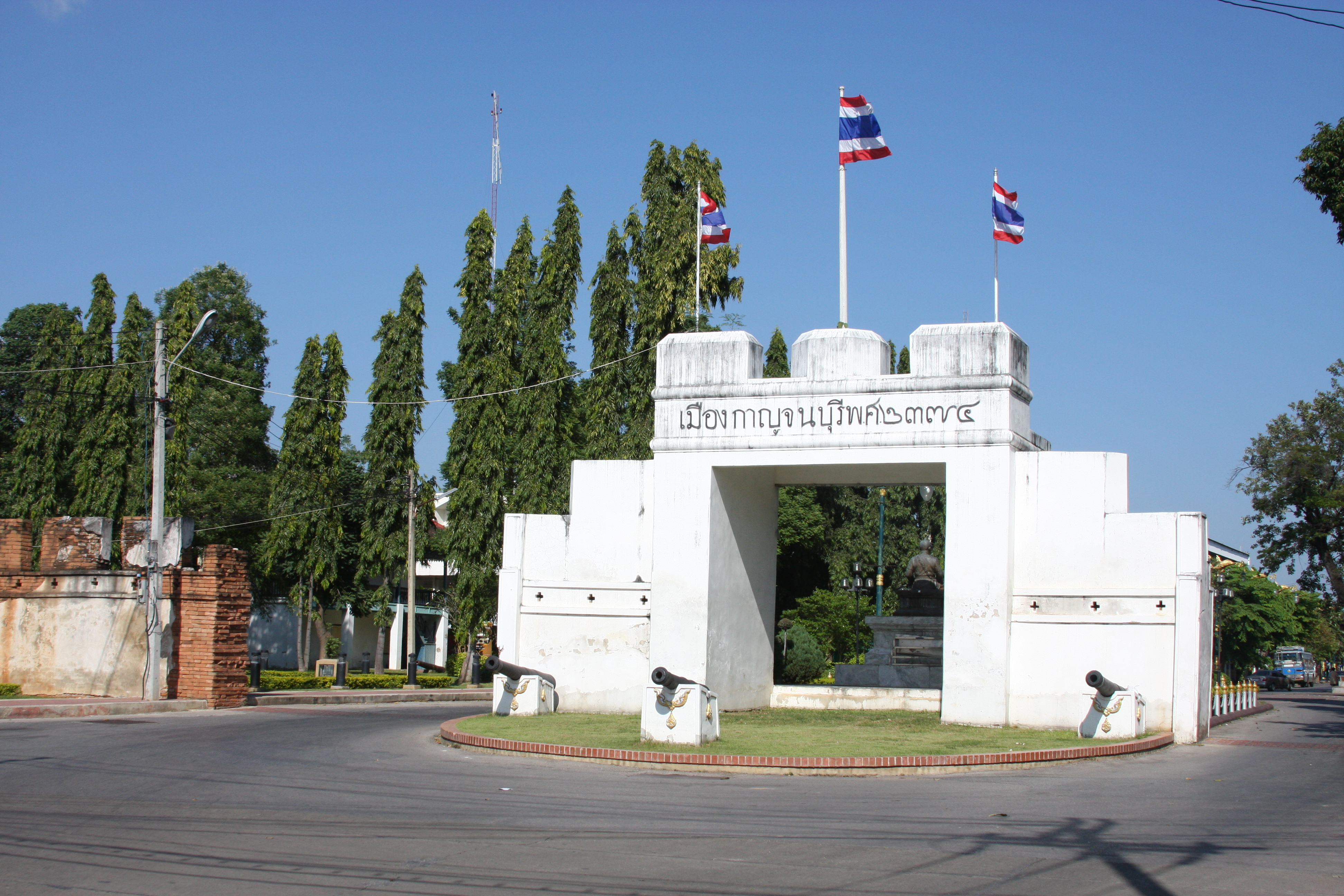
Antiga entrada da cidade

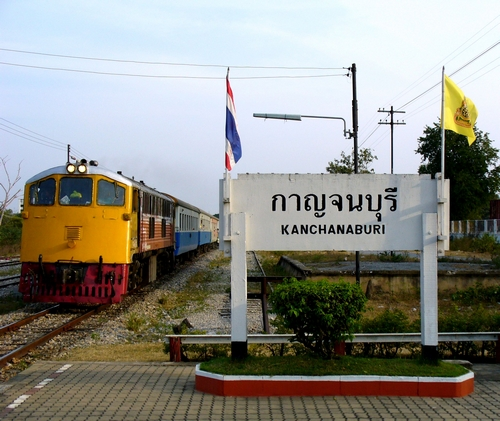
Inicio da Ferroviária Morte

Kanchanaburi (em tailandês:  กาญจนบุรี) é uma cidade no oeste da Tailândia é a capital da  província de Kanchanaburi. Em 2006 tinha uma população de 31.327 habitantes.

## Localização
A cidade está localizada a aproximadamente 160 km ao norte de  Bangkok, capital da Tailandia.
Ela está localizada onde os rios  Kwai Noi e Kwai Yai  convergem para o rio Mae Klong, é um local popular para os turistas, a sua localização à beira de uma montanha mantêm a cidade  mais fria do que o outras províncias da região central da Tailândia. 
A cidade possui duas grandes áreas comerciais: a área central da cidade que consiste em várias ruas com prédios de escritórios,  lojas e um shopping center, e a área ribeirinha mais a oeste, ao longo do rio onde estão localizados principalmente pequenos hoteis e lojas para turistas.

## Ferroviária da Morte
Em 1942, durante a Segunda Guerra Mundial, Kanchanaburi estava sob o controle  das tropas japonêsas. Foi aqui que  prisioneiros de guerra aliados e asiáticos foram forçados aconstruir uma ponte, um evento imortalizado no filme A Ponte do Rio Kwai. Quase metade dos prisioneiros que trabalharam no projeto morreu de maus tratos, doenças e acidentes.
Em Kanchanaburi, há um memorial e dois museus para comemorar os mortos. A cidade é também o lar de "Kanchanaburi War Cemetery ".

## Galeria

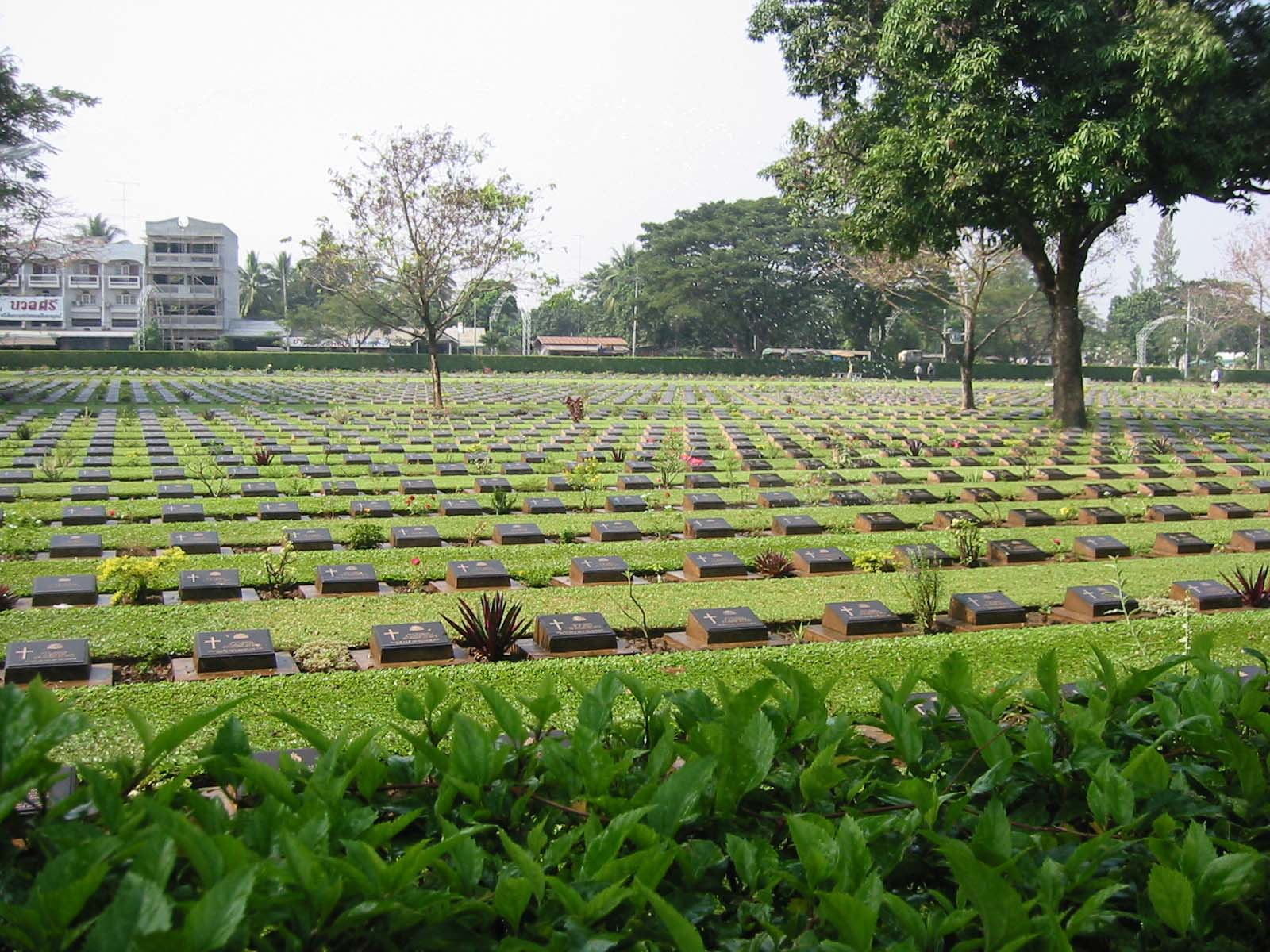
Cemitério de guerra de Kanchanaburi.
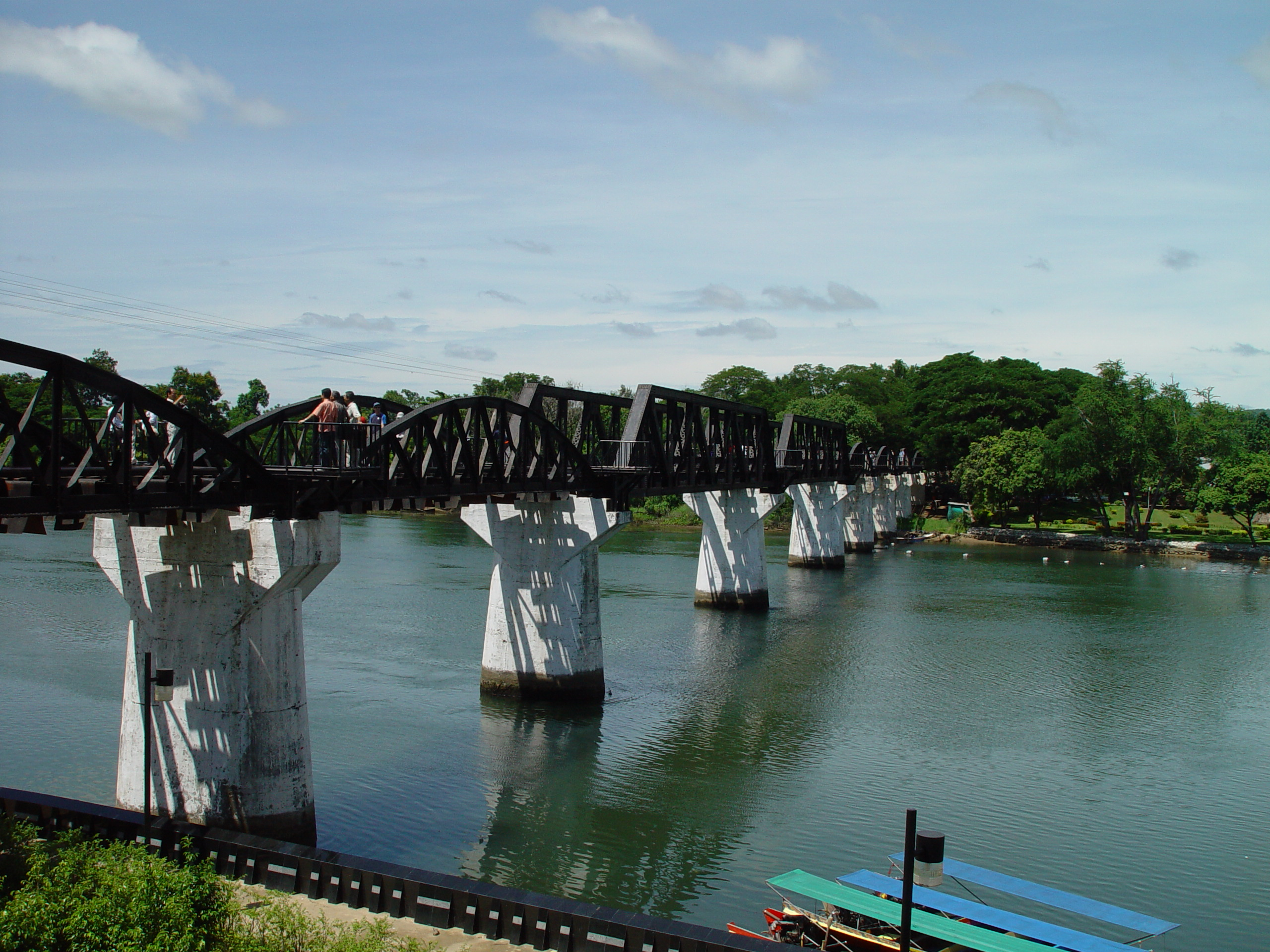
Ponte sobre o rio Kwai.
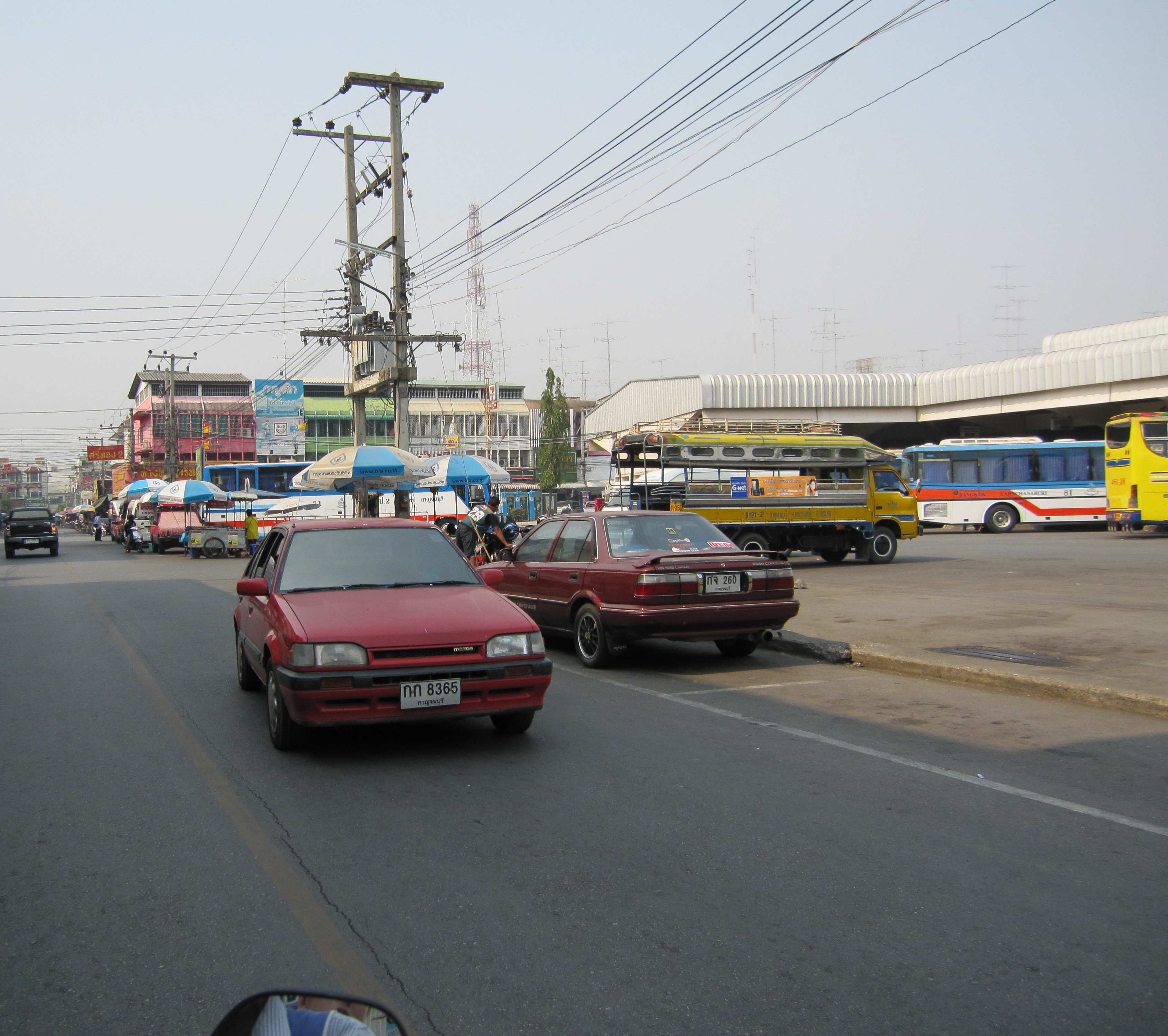
Estação de onibus.